# 1486
Пізнє Середньовіччя •  Відродження •  Реконкіста •  Ганза •  Ацтецький потрійний союз •  Імперія інків

## Геополітична ситуація
Османську державу очолює Баязид II (до 1512). Імператором Священної Римської імперії є Фрідріх III. У Франції королює Карл VIII Люб'язний (до 1498).
Апеннінський півострів розділений: північ формально належить Священній Римській імперії, середню частину займає Папська область, південь належить Неаполітанському королівству. Могутніми державними утвореннями півночі є Венеційська республіка, Флорентійська республіка, Генуезька республіка та герцогство Міланське.
Кастильська та Арагонська корони об'єднані в Іспанське королівство, де правлять католицькі королі Фернандо II Арагонський (до 1516) та Ізабелла I Кастильська (до 1504). Португалії королює Жуан II (до 1495). Під владою маврів залишилися тільки землі на самому півдні Піренейського півострова.
Генріх VII є королем Англії (до 1509), королем Данії та Норвегії — Юхан II (до 1513), Швецію очолює регент Стен Стуре Старший (до 1497). Королем Угорщини є Матвій Корвін (до 1490), а Богемії — Владислав II Ягелончик. У Польщі королює, а у Великому князівстві Литовському княжить Казимир IV Ягеллончик (до 1492).
Галичина входить до складу Польщі. Волинь належить Великому князівству Литовському. Московське князівство очолює Іван III Васильович (до 1505).
На заході євразійських степів від Золотої Орди відокремилися Казанське ханство, Кримське ханство, Ногайська орда. У Єгипті панують мамлюки. У Китаї править династія Мін. Значними державами Індостану є Делійський султанат, Бахмані, Віджаянагара. В Японії триває період Муроматі.
У Долині Мехіко править Ацтецький потрійний союз на чолі з Ахвіцотлем (до 1502). Цивілізація мая переживає посткласичний період. В Імперії інків править Тупак Юпанкі (до 1493).

## Події
- Англійський король Генріх VII одружився з Єлизаветою Йоркською, об'єднавши родини Йорків та Ланкастерів.
- Максиміліана I Габсбурга ще за життя батька Фрідріха III обрано у Франкфурті римським королем й короновано в Аахені.
- Король Неаполя Фердинанд I придушив повстання баронів, стративши багатьох невдоволених.
- У Франції продовжується Божевільна війна — повстання аристократії проти Анни де Боже.
- Герцог Тіролю Сигизмунд почав карбувати монету, яка отримала назву гульдінер, а згодом талер.
- Молдавський господар Штефан III Великий відбив напад турків на свої землі.
- Тлатоані Теночтітлану став Ахвіцотль.

## Народились
- 16 липня — Андреа дель Сарто (Вануччі Франческо), італійський художник епохи Відродження.